# Claus Schülke
Claus-Dieter Schülke (* 1947) ist ein deutscher Politiker (AfD). Er war von Januar bis März 2025 Abgeordneter der Hamburgischen Bürgerschaft.

## Leben
Schülke wuchs in Hamburg auf, wo er 1966 an der Wichern-Schule das Abitur ablegte. Anschließend war er für zwei Jahre Zeitsoldat bei der Luftwaffe. Ab 1968 studierte er Rechtswissenschaft an der Universität Hamburg. 1980 wurde er dort zum Doktor der Rechte promoviert. Seit 1976 ist er als Rechtsanwalt in Hamburg tätig.

## Politik
Schülke war bei der Bürgerschaftswahl in Hamburg 1997 Spitzenkandidat des B.I.G. Fluglärm Wahlbündnisses, das sich für die Verlegung des Flughafen Hamburgs einsetzte. Im März 2013 trat er der AfD bei. Von 2014 bis 2024 war er Mitglied der Bezirksversammlung Altona.
Bei den Bürgerschaftswahlen in Hamburg 2015 und 2020 trat Schülke für die AfD im Wahlkreis Blankenese und auf der Landesliste an, verpasste jedoch den Einzug in die Bürgerschaft. Am 2. Januar 2025 rückte er für die aus der Bürgerschaft ausgeschlossene Olga Petersen in die Bürgerschaft nach. Bei der Bürgerschaftswahl 2025 trat er nicht erneut an; er schied somit mit der konstituierenden Sitzung der 23. Wahlperiode am 26. März 2025 wieder aus der Bürgerschaft aus.

## Werke
- Gesetzliche Regelungen über die Unwirksamkeit von Schiedsverträgen und ihre Auswirkung auf die Gültigkeit privatrechtlicher deutscher Schiedssprüche. Hamburg 1980.